# Hauptlaboratorium (Ingolstadt)
Das Königliche Hauptlaboratorium in Ingolstadt war zuständig für die Herstellung von Munition für Handwaffen und kleinere Geschütze für die Königlich Bayerische Armee. Es war direkt dem Königlich Bayerischen Kriegsministerium unterstellt.

## Geschichte

Stempel auf Hülsenboden

Nach dem Umzug 1883 aus München begann 1885 in Ingolstadt die Fertigung von Munition. Im gleichen Jahr nahm die Königliche Geschützgießerei ihre Produktion auf.
Hülsenboden aus Ingolstädter Fertigung zeigen ein gotisches „J“ (I für Ingolstadt).
1920 wurden das Hauptlaboratorium und die Geschützgießerei aufgelöst und in die Deutsche Werke AG integriert. Neben Spinnereimaschinen wurden Guss- und Stapelarmaturen hergestellt. Die Schubert & Salzer AG aus Chemnitz erwarb 1938 die Aktien der Deutschen Werke AG und siedelte nach dem Zweiten Weltkrieg und Enteignung durch die DDR komplett nach Ingolstadt um.
Heute erinnert die Laboratoriumsstraße an die ehemalige militärische Einrichtung.

## Fertigung
Gefertigt wurde unter anderem Munition für das Gewehr 88, Gewehr/Karabiner 98, Reichsrevolver 79 + 83 sowie die Pistole 08.